# Сабор народне музике Србије 2019.
Сабор народне музике Србије 2019. је први Сабор народне музике одржан у организацији Савеза естрадно-музичких уметника Србије (СЕМУС) и Радио-телевизије Србије. Фестивал је одржан 3. новембра 2019. године у Студију 8 Радио-телевизије Србије. У такмичарском делу фестивала изведене су 24 нове композиције народне музике, док су у ревијалном делу наступили Драгана Мирковић, Ана Бекута, Снежана Ђуришић и Маринко Роквић и додељена су признања Национални естрадно-музички уметник Србије и Естрадно-музичка награда за животно дело.
Гласовима публике и стручног жирија, прво место освојила је Ивана Шашић која је изводила песму Ја сам жена, нисам стена, чији је аутор Хасан Дудић, док је друго место заузео Немања Максимовић, односно треће место Никола Зекић. Награду за најбољи аранжман стручни ауторски жири доделио је Зорану Влајићу, док је награда за најбољи текст додељена Немањи Радивојшићу.

## О фестивалу
Сабор народне музике Србије покренут је од стране Савеза естрадно-музичких уметника Србије (СЕМУС) и Радио-телевизије Србије, а прилику да се такмиче имају, како већ афирмисани, тако и млади аутори и извођачи народне музике. Сав приход од гласања телевизијских гледалаца намењен је Удружењу родитеља деце оболеле од малигних болести "Звончица". Конкурс за избор песама које ће учествовати у такмичарској вечери трајао је од 1. марта до 15. априла 2019. године, а право конкурисања имале су искључиво композиције које никада раније нису биле штампане, промовисане, објављиване и јавно извођене.

## Формат
Први Сабор народне музике Србије одржан је 3. новембра 2019. године у Студију 8 Радио-телевизије Србије на Кошутњаку, а програм је директно преносио РТС на Првом каналу. У такмичарском делу фестивала учествовале су 24 нове композиције народне музике које су изводили, како већ афирмисани, тако и нови млади певачи. О победничкој композицији Сабора одлучивали су гласови стручног, петочланог жирија и гласови публике, и то у једнакој размери (50:50). Награде на фестивалу биле су: прво место и најбоља композиција - 350.000 динара, друго место - 250.000 динара и треће место - 180.000 динара, као и награда за најбољи текст и награда за најбољи аранжман, обе у вредности од по 100.000 динара. Све композиције извођене су уживо, уз пратњу Народног ансамбла РТС-а под управом Синише Вићентијевића и Саборског оркестра под управом Зорана Влајића.
Фестивал су отворили Снежана Ђуришић, Ана Бекута и Маринко Роквић, који су извели хитове са некада популарног Београдског сабора - Слику твоју љубим, Тајна, Имам, нано, два дилбера, Иду путем двоје, не говоре и Мито, бекријо, док је у ревијалном делу програма Савез естрадно-музичких уметника Србије доделио признања заслужним великанима музичке сцене, и то у категорији "Национални естрадно-музички уметник Србије", што представља највише признање установљено у СЕМУС-у, као и естрадно-музичку награду за животно дело.
Стручни жири Првог Сабора чинили су Мерима Његомир, Весна Змијанац, Неда Украден, Влада Пановић и Александар Сања Илић, председник жирија, док су стручни ауторски жири који је додељивао награде за најбољи аранжман и најбољи текст чинили Марина Туцаковић (текстописац), Слободан Марковић (композитор и аранжер) и Зоран Дашић (композитор, аранжер и вођа групе Легенде).
Водитељи Првог Сабора били су Милица Гацин, Марија Поповић, Бојана Марковић и Ненад Камиџорац.

## Награде и признања додељена на Сабору
- Прво место и награда за најбољу композицију: Ивана Шашић "Ја сам жена, нисам стена"
- Друго место: Немања Максимовић "Лепа Стана"
- Треће место: Никола Зекић "Расти, мој зелени боре"
- Награда за најбољи аранжман: Зоран Влајић за песму "Сведок љубави"
- Награда за најбољи текст: Немања Радивојшић за песму "Кад се душа на жицу посече"[2]

Добитници признања Национални естрадно-музички уметник Србије на Првом Сабору су:
- Војислав Бубиша Симић, дугогодишњи диригент џез оркестра Телевизије Београд, композитор и аранжер,
- Бранко Белобрк, дугогодишњи виолиниста Народног оркестра Радио Београда,
- Љубиша Павковић, солиста на хармоници и дугогодишњи уметнички руководилац Народног оркестра РТС-а,
- Недељко Билкић, истакнути естрадни уметник и
- Лепа Лукић, истакнута естрадна уметница.[2]

Естрадно-музичка награда за животно дело додељена је Драгани Мирковић и она је најмлађа добитница овог признања откада се оно додељује.

## Учесници
| #   | Учесник                           | Песма                      | Композитор                                             | Текстописац               | Пласман | Поени |
| --- | --------------------------------- | -------------------------- | ------------------------------------------------------ | ------------------------- | ------- | ----- |
| 1.  | Немања Максимовић                 | Лепа Стана                 | Крста Станковић Њењуловић, Драгана Мариновић Симоновић | Крста Станковић Њењуловић | 2.      |       |
| 2.  | Станоје Станковић "Кале Дијамант" | Сведок љубави              | Зоран Влајић                                           | Дилвад Фелић Дадо         |         |       |
| 3.  | Весна Димић                       | Север, југ                 | Љубо Кешељ                                             | Владимир Грујић           |         |       |
| 4.  | Ненад Милевски                    | Све је опроштено           | Бата Ђевић                                             | Бата Ђевић                |         |       |
| 5.  | Тодор Малетин                     | Снове вам не дам           | Тодор Малетин                                          | Тодор Малетин             |         |       |
| 6.  | Никола Зекић                      | Расти, мој зелени боре     | Радослав Граић                                         | Радослав Граић            | 3.      |       |
| 7.  | Бане Мојићевић                    | Мајко, судбино             | Бане Мојићевић                                         | Мирко Шенковски Џеронимо  |         |       |
| 8.  | Ирина Арсенијевић                 | Хеј, животе, туго моја     | Александар Ковачевић                                   | Слађана Ковачевић         |         |       |
| 9.  | Ренато Хенц                       | Ако нам је тако суђено     | Раде Радивојевић                                       | Раде Вучковић             |         |       |
| 10. | Мирјана Алексић                   | Напиши песму               | Милутин Поповић Захар                                  | Марија Поповић            |         |       |
| 11. | Биљана Прокић                     | Прва љубав                 | Беки Бекић                                             | Миодраг Радомировић       |         |       |
| 12. | Маја Лазовић                      | Коначно                    | Новица Неговановић                                     | Руждија Крупа             |         |       |
| 13. | Нада Јовановић                    | Више се не борим           | Ана Александров                                        | Дилвад Фелић Дадо         |         |       |
| 14. | Бојана Богосављевић               | Од Пожеге до Шаргана       | Драган Николић                                         | Драган Николић            |         |       |
| 15. | Јадранка Барјактаровић            | Ђе ме љубав води           | Зоран Раичевић                                         | Зоран Раичевић            |         |       |
| 16. | Ђорђе Чавић                       | Кад се душа на жицу посече | Ђорђе Чавић                                            | Немања Радивојшић         |         |       |
| 17. | Биљана Петковић                   | Хладне руке, тужне очи     | Миљко Витезовић                                        | Миљко Витезовић           |         |       |
| 18. | Немања Кујунџић                   | Чекај ме                   | Миленко Божић                                          | Новица Костић             |         |       |
| 19. | Ивана Шашић                       | Ја сам жена, нисам стена   | Хасан Дудић                                            | Хасан Дудић               | 1.      |       |
| 20. | Мића Рашић                        | Љута ракија                | Драган Александрић                                     | Роса Младеновић           |         |       |
| 21. | Драги Домић                       | Хвала ти, једина моја      | Драган Александрић                                     | Мила Јанковић             |         |       |
| 22. | Млађен Тошовић                    | Анестетик                  | Злаја Тимотић, Бранислав Милинковић                    | Јован Пеурача             |         |       |
| 23. | Ацко Незировић                    | Боже, каква жена           | Зоран Влајић                                           | Дилвад Фелић Дадо         |         |       |
| 24. | Академци                          | Комшика                    | Горан Лилић                                            | Горан Лилић               |         |       |